# Schistura jarutanini
Schistura jarutanini é uma espécie de peixe actinopterígeo da família Balitoridae.
Apenas pode ser encontrada na Tailândia.